# Кардинальная система

Схема определения положения опасного объекта «Danger» по кардинальной системе.

Кардина́льная систе́ма навигацио́нного обору́дования (лат. cardinālis — главный, основной) — система навигационного ограждения участков водной поверхности или объектов, представляющих опасность для плавания. Одна из двух, наряду с латеральной, систем плавучего ограждения морских опасностей.
Кардинальная система используется, как правило, для ограждения обособленных объектов, представляющих опасность для судоходства. Под такими объектами могут пониматься рифы, банки, мели, затонувшие суда и прочие опасности. Кардинальная система чаще используется на открытых водоемах: морях или озёрах.
В качестве ограждающих знаков используются бакены, буи и вехи цветовой расцветки, с установленными наверху указателями в виде двух конусов (в плоскости треугольников) взаимно ориентированных относительно друг друга. В темное время суток на буях включатся огни.
Знаки расставляются относительно сторон света и обозначают с какой стороны следует обойти знак, чтобы миновать ограждаемую опасность.
Международной ассоциацией служб морских средств навигации и маяков (IALA) определены четыре типа буёв:
- Северный буй:

С

Раскраска: сверху чёрная, снизу жёлтая 

Топовые фигуры: оба конуса вершинами вверх 

Огонь: без пауз проблесковый, быстропроблесковый
- Восточный буй:

В

З

Раскраска: сверху и снизу чёрная, посередине жёлтая 

Топовые фигуры: оба конуса основаниями друг к другу 

Огонь: три проблесковых, пауза, период 10 секунд, три быстропроблесковых, пауза, период 5 секунд
- Южный буй:

Ю

Раскраска сверху жёлтая, снизу чёрная 

Топовые фигуры: оба конуса вершинами вниз 

Огонь: шесть проблесковых, один продолжительный, пауза, период 15 секунд, шесть быстропроблесковых, один продолжительный, пауза 10 секунд
- Западный буй:

Раскраска: сверху и снизу жёлтая, посередине чёрная 

Топовые фигуры: оба конуса вершинами друг к другу 

Огонь: девять проблесковых, пауза, период 15 секунд, девять быстропроблесковых, пауза, период 10 секунд.
Для запоминания знаков кардинальной системы можно пользоваться следующим мнемоническим правилом: стрелки вверх показывают на север, стрелки вниз показывают на юг, стрелки восточного знака по контуру образуют ромб, схожий с буквой О (Ost — нем. Восток), стрелки западного знака по контуру можно представить как букву Z (Запад). Существует несколько других мнемонических правил («wasp waist west», «Easter egg») направленных на менталитет представителей других стран.
Для ориентирования по количеству вспышек проблескового маяка (когда различие по топовым фигурам и раскраске затруднено из-за условий видимости) различных буев достаточно представить циферблат аналоговых часов: Север - 12 часов - непрерывные вспышки, Восток - 3 часа - 3 вспышки с паузой, Юг - 6 часов - 6 вспышек + 1 продолжительный сигнал и пауза, Запад - 9 часов - 9 вспышек и пауза.

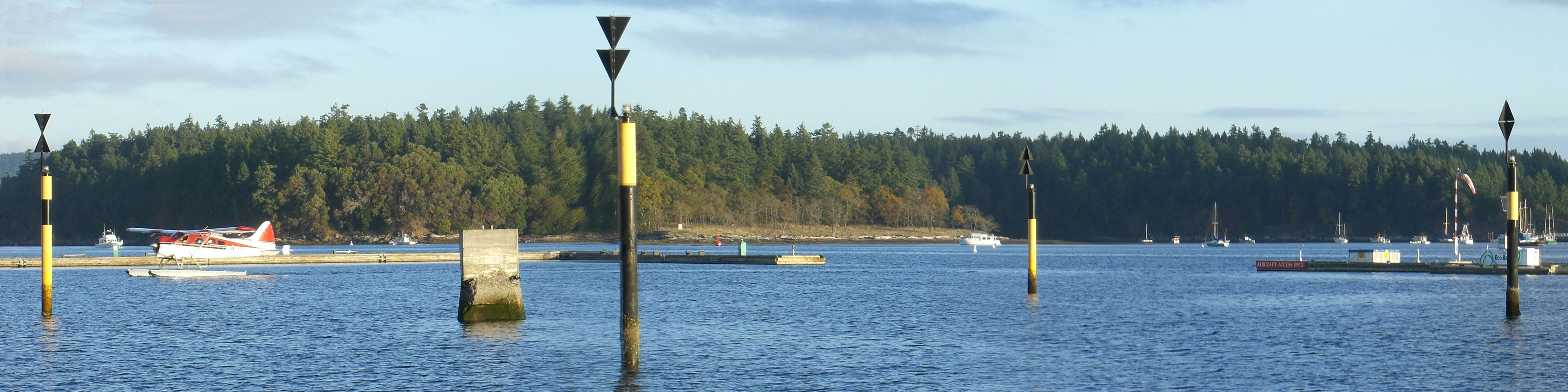
Все четыре знака ограждают старую опору.